# Parksidan
Parksidan is een plaats in de gemeente Ekerö in het landschap Uppland en de provincie Stockholms län in Zweden. De plaats heeft 331 inwoners (2005) en een oppervlakte van 23 hectare. De plaats ligt op het eiland Ekerö en ligt op een schiereiland. Parksidan grenst direct aan het Mälarmeer en de overige directe omgeving van de plaats bestaat uit wat bos en landbouwgrond.